# Analyse fractionnaire
L'analyse fractionnaire est une branche de l'analyse mathématique qui étudie la possibilité de définir des puissances non entières des opérateurs de dérivation et d'intégration.
Ces dérivées ou intégrations fractionnaires entrent dans le cadre plus général des opérateurs pseudo-différentiels.
Par exemple, on peut se demander comment interpréter convenablement la racine carrée de l'opérateur de dérivation {\displaystyle \mathrm {D} }
c'est-à-dire une expression d'un certain opérateur qui, lorsqu'elle est appliquée deux fois à une fonction, aura le même effet que la dérivation. Plus généralement, on peut examiner le problème de définir
pour des valeurs réelles de α, de telle sorte que lorsque α prend une valeur entière n, on récupère la dérivation n-ième usuelle pour n > 0 ou l'intégration itérée |n| fois pour n < 0. Le terme « fractionnaire » est utilisé de façon impropre : α n'est pas nécessairement un nombre rationnel, et l'on devrait donc plutôt parler de dérivation non entière. Cependant, le terme « analyse fractionnaire » est devenu traditionnel.
Les dérivées fractionnaires sont utilisées par exemple dans certains domaines de la physique faisant intervenir des phénomènes de diffusion comme l'électromagnétisme, l'acoustique ou la thermique, en définissant des opérateurs pseudo-différentiels diffusifs, avec conditions de bord à « géométrie fractale ».

## Dérivée fractionnaire
Les fondations de ce sujet ont été jetées par Liouville dans un article de 1832,,. La dérivée fractionnaire d'ordre α d'une fonction en un point x est désormais souvent définie à partir de la transformée de Fourier ou de la transformée de Laplace.
Un point important est que la dérivée fractionnaire d'une fonction en un point x est une propriété locale seulement lorsque l'ordre α est entier ; dans les autres cas, on ne peut plus dire que la dérivée fractionnaire d'une fonction f en x ne dépend que du graphe de f au voisinage de x, comme c'est le cas en ce qui concerne les ordres de dérivation entiers.
Pour illustrer ceci, introduisons l'opérateur « de translation » {\displaystyle T_{h}:f(x)\mapsto f(x+h)} et l'opérateur identité {\displaystyle \mathrm {Id} }. La limite, lorsque h tend vers 0, de l'opérateur
correspond bien à l'opérateur de dérivation au premier ordre.
Grâce à la formule du binôme généralisée, on peut alors élever cet opérateur à une puissance non entière. On obtient ainsi une série infinie :
où {\displaystyle {\alpha  \choose k}} désigne le coefficient binomial généralisé
{\displaystyle {\alpha  \choose k}={\frac {\alpha (\alpha -1)(\alpha -2)\dots (\alpha -k+1)}{k!}}}.
Une telle définition induit un caractère non local de l'opération de dérivation à un ordre non entier.

## Approche naturelle
Une question naturelle qui se pose est : existe-t-il un opérateur linéaire H tel que
Il apparaît qu'il existe un tel opérateur et même, pour tout α > 0 rationnel, il existe un opérateur P tel que {\displaystyle \mathrm {P} ^{\alpha }=\mathrm {D} } (plus précisément, si α = p/q, {\displaystyle \mathrm {P} ^{p}=\mathrm {D} ^{q}}) ou, pour le formuler autrement, que {\displaystyle {\tfrac {\mathrm {d} ^{n}f}{\mathrm {d} x^{n}}}} est défini pour toutes valeurs réelles n > 0. 
Un résultat similaire s'applique pour l'intégration. Considérant une fonction f définie pour x > 0, on peut former son intégrale définie de 0 à x :
En répétant ce processus, on obtient
et ceci peut être répété arbitrairement.
La formule suivante, appelée formule de Cauchy pour l'intégration successive,
exprime par une seule intégrale une primitive n-ième d'une fonction f. Ceci mène tout droit à une généralisation pour tout réel α > 0 et même, pour tout nombre complexe de partie réelle strictement positive.
La fonction gamma Γ, qui étend la factorielle aux valeurs complexes, est définie de telle sorte que :
En utilisant la fonction gamma pour se libérer de la nature discrète de la factorielle, on obtient un candidat naturel pour les puissances non entières de l'opérateur d'intégration :
Si f est une fonction puissance, de la forme {\displaystyle f(x)=x^{k}\quad (k\in \mathbb {C} ,\;x>0)}, alors {\displaystyle (\mathrm {I} ^{\alpha }f)(x)={\frac {\Gamma (k+1)}{\Gamma (\alpha +k+1)}}x^{\alpha +k}}.
La famille d'opérateurs intégraux {\displaystyle (\mathrm {I} ^{\alpha })} vérifie :
Malheureusement, le processus analogue pour l'opérateur de dérivation D est considérablement plus compliqué. La famille {\displaystyle (\mathrm {D} ^{\alpha })} n'est ni additive (on n'a pas en général {\displaystyle \mathrm {D} ^{\alpha }\circ \mathrm {D} ^{\beta }=\mathrm {D} ^{\alpha +\beta }}), ni même commutative ({\displaystyle \mathrm {D} ^{\alpha }\circ \mathrm {D} ^{\beta }\neq \mathrm {D} ^{\beta }\circ \mathrm {D} ^{\alpha }}).

## Une définition élémentaire
L'idée la plus simple est de partir de formules « régulières » pour la dérivée n-ième et de remplacer n par le réel α ; on obtient ainsi pour l'exponentielle {\displaystyle \mathrm {\mathrm {D} } ^{\alpha }(\mathrm {e} ^{\lambda x})=\lambda ^{\alpha }\mathrm {e} ^{\lambda x}} et pour la fonction sinus : {\displaystyle (\mathrm {\mathrm {D} } ^{\alpha }\sin )(x)=\sin \left(x+{\frac {\alpha \pi }{2}}\right).} La même idée  pour les fonctions puissances oblige comme précédemment à introduire la fonction gamma : puisque {\displaystyle {\frac {\mathrm {d} ^{n}}{\mathrm {d} x^{n}}}x^{k}={\frac {k!}{(k-n)!}}x^{k-n}}, on aura {\displaystyle \mathrm {\mathrm {D} } ^{\alpha }(x^{k})={\frac {\Gamma (k+1)}{\Gamma (k+1-\alpha )}}x^{k-\alpha }}.  Pour ces formules, on a bien l'additivité ({\displaystyle \mathrm {D} ^{\alpha }\circ \mathrm {D} ^{\beta }=\mathrm {D} ^{\alpha +\beta }}), qui permet d'obtenir, par exemple, une « racine carrée » de la dérivation en prenant α = 1/2.
Mais cette approche élémentaire, non seulement n'est pas généralisable, mais contredit les définitions plus générales construites à partir d'opérateurs intégraux.

## Définitions générales des dérivées fractionnaires

Dérivées fractionnaires d'une fonction gaussienne, interpolant entre la fonction et sa dérivée usuelle.

### Dérivée deRiemann-Liouville
L'idée, pour définir une dérivée d'ordre {\displaystyle \alpha \in \mathbb {C} } avec Re(α) ≥ 0, est ici de calculer la dérivée n-ième usuelle de l'intégrale fractionnaire d'ordre n − α, pour n = ⌊Re(α)⌋ + 1. Deux variantes de la définition existent :
{\displaystyle \mathrm {D} _{a+}^{\alpha }f(x)={\frac {\mathrm {d} ^{n}}{\mathrm {d} x^{n}}}\mathrm {D} _{a+}^{-(n-\alpha )}f(x)={\frac {\mathrm {d} ^{n}}{\mathrm {d} x^{n}}}\mathrm {I} _{a+}^{n-\alpha }f(x)} (pour {\displaystyle x>a}) ;
{\displaystyle \mathrm {D} _{b-}^{\alpha }f(x)=\left(-{\frac {\mathrm {d} }{\mathrm {d} x}}\right)^{n}\mathrm {D} _{b-}^{-(n-\alpha )}f(x)=\left(-{\frac {\mathrm {d} }{\mathrm {d} x}}\right)^{n}\mathrm {I} _{b-}^{n-\alpha }f(x)} (pour {\displaystyle x<b}).
Les familles d'opérateurs d'intégration {\displaystyle (\mathrm {I} _{a+}^{\alpha })} et {\displaystyle (\mathrm {I} _{b-}^{\alpha })} (avec Re(α) > 0) utilisées ici généralisent la famille {\displaystyle (\mathrm {I} ^{\alpha })=(\mathrm {I} _{0+}^{\alpha })} définie ci-dessus pour x > 0 :
{\displaystyle (\mathrm {I} _{a+}^{\alpha })f(x)={\frac {1}{\Gamma (\alpha )}}\int _{a}^{x}(x-t)^{\alpha -1}f(t)\;\mathrm {d} t\quad (x>a)} ;
{\displaystyle (\mathrm {I} _{b-}^{\alpha })f(x)={\frac {1}{\Gamma (\alpha )}}\int _{x}^{b}(t-x)^{\alpha -1}f(t)\;\mathrm {d} t\quad (x<b)}.
Reprenons l'exemple de la fonction puissance {\displaystyle f(x)=x^{k}}, dont nous avions calculé l'image par {\displaystyle \mathrm {I} ^{\alpha }}. Supposons Re(k) > −1 et Re(α) ≥ 0. Alors, pour x > 0,
{\displaystyle \mathrm {D} _{0+}^{\alpha }f(x)={\frac {\mathrm {d} ^{n}}{\mathrm {d} x^{n}}}{\frac {\Gamma (k+1)}{\Gamma (n-\alpha +k+1)}}x^{n-\alpha +k}={\frac {\Gamma (k+1)}{\cancel {\Gamma (n-\alpha +k+1)}}}{\frac {\cancel {\Gamma (n-\alpha +k+1)}}{\Gamma (-\alpha +k+1)}}x^{-\alpha +k}},
donc la définition ad hoc ci-dessus de {\displaystyle \mathrm {\mathrm {D} } ^{\alpha }(x^{k})} est en fait un cas particulier de dérivée de Riemann-Liouville.

### Dérivée de Liouville-Weyl
Une variante naturelle de la dérivée de Riemann-Liouville, pour une fonction définie sur {\displaystyle \mathbb {R} } tout entier, consiste à prendre {\displaystyle a=-\infty } et {\displaystyle b=+\infty }, donc à poser, pour tout {\displaystyle x\in \mathbb {R} } :
{\displaystyle (\mathrm {I} _{+}^{\alpha })f(x)={\frac {1}{\Gamma (\alpha )}}\int _{-\infty }^{x}(x-t)^{\alpha -1}f(t)\;\mathrm {d} t},
{\displaystyle (\mathrm {I} _{-}^{\alpha })f(x)={\frac {1}{\Gamma (\alpha )}}\int _{x}^{+\infty }(t-x)^{\alpha -1}f(t)\;\mathrm {d} t}
puis, comme précédemment,
{\displaystyle \mathrm {D} _{+}^{\alpha }={\frac {\mathrm {d} ^{n}}{\mathrm {d} x^{n}}}\circ \mathrm {I} _{+}^{n-\alpha }} et {\displaystyle \mathrm {D} _{-}^{\alpha }=\left(-{\frac {\mathrm {d} }{\mathrm {d} x}}\right)^{n}\circ \mathrm {I} _{-}^{n-\alpha }},.
Soit {\displaystyle f(x)=\mathrm {e} ^{\lambda x}} avec Re(λ) > 0, et soit Re(α) ≥ 0. Alors,
{\displaystyle (\mathrm {I} _{+}^{\alpha })f(x)=\lambda ^{-\alpha }\mathrm {e} ^{\lambda x}} et
{\displaystyle (\mathrm {D} _{+}^{\alpha })f(x)=\lambda ^{\alpha }\mathrm {e} ^{\lambda x}},
donc la définition ad hoc ci-dessus de {\displaystyle \mathrm {\mathrm {D} } ^{\alpha }(\mathrm {e} ^{\lambda x})} est en fait un cas particulier de dérivée de Liouville-Weyl.

### Dérivée de Caputo
En 1967, Michele Caputo introduisit une nouvelle définition ne nécessitant pas de conditions aux bornes. La définition de Caputo diffère de celle de Riemann-Liouville en ce qu'elle effectue la dérivation n fois avant l'intégrale fractionnaire d'ordre n − α :
{\displaystyle {}^{C}\mathrm {D} ^{\alpha }f=\mathrm {I} ^{n-\alpha }\left(f^{(n)}\right)\qquad (n-1<\alpha <n)}.
Elle a l'avantage d'être nulle pour f constante et d'avoir une transformée de Laplace exprimée à l'aide de celle de f et des valeurs initiales de f(k) pour 0 ≤ k < n.
Plus généralement, pour α complexe non entier tel que Re(α) ≥ 0 et pour f de classe Cn sur [a, b] avec n = ⌈Re(α)⌉, on définit
{\displaystyle {}^{C}\mathrm {D} _{a+}^{\alpha }f=\mathrm {D} _{a+}^{\alpha }\left[f(t)-\sum _{k=0}^{n-1}{\frac {y^{(k)}(a)}{k!}}(t-a)^{k}\right]\quad {\text{et}}\quad ^{C}\mathrm {D} _{b-}^{\alpha }f=\mathrm {D} _{b-}^{\alpha }\left[f(t)-\sum _{k=0}^{n-1}{\frac {y^{(k)}(b)}{k!}}(b-t)^{k}\right]},
et l'on démontre que 
{\displaystyle {}^{C}\mathrm {D} _{a+}^{\alpha }f=\mathrm {I} _{a+}^{n-\alpha }\left(f^{(n)}\right)\quad {\text{et}}\quad ^{C}\mathrm {D} _{b-}^{\alpha }f=(-1)^{n}\mathrm {I} _{b-}^{n-\alpha }\left(f^{(n)}\right)}.

### Dérivée de Grünwald-Letnikov
On généralise d'abord la différence finie arrière d'ordre entier en posant, pour α > 0 :
{\displaystyle \Delta _{h}^{\alpha }f(x)=\sum _{k=0}^{\infty }(-1)^{k}{\alpha  \choose k}f(x+(\alpha -k)h)},
puis
{\displaystyle {}^{GL}\mathrm {D} _{+}^{\alpha }f(x)=\lim _{h\to 0^{+}}{\frac {\Delta _{h}^{\alpha }f(x)}{h^{\alpha }}}\quad {\text{et}}\quad ^{GL}\mathrm {D} _{-}^{\alpha }f(x)=\lim _{h\to 0^{+}}{\frac {\Delta _{-h}^{\alpha }f(x)}{h^{\alpha }}}}.
1. Soit {\displaystyle f(x)=\mathrm {e} ^{\lambda x}} avec Re(λ) ≥ 0, et soit α > 0. Alors,{\displaystyle \forall x\in \mathbb {R} \quad ^{GL}\mathrm {D} _{+}^{\alpha }f(x)=\lambda ^{\alpha }\mathrm {e} ^{\lambda x}}[15],donc la définition ad hoc ci-dessus de {\displaystyle \mathrm {\mathrm {D} } ^{\alpha }(\mathrm {e} ^{\lambda x})} est en fait un cas particulier de dérivée (non seulement de Liouville-Weyl, mais aussi) de Grünwald-Letnikov.
2. Soit {\displaystyle g(x)=\sin(\mu x)} avec μ ∈ ℝ, et soit α > 0. Alors, d'après l'exemple 1,{\displaystyle \forall x\in \mathbb {R} \quad ^{GL}\mathrm {D} _{+}^{\alpha }g(x)=\mu ^{\alpha }\sin \left(\mu x+{\frac {\alpha \pi }{2}}\right)}[16],donc la définition ad hoc ci-dessus de {\displaystyle \mathrm {\mathrm {D} } ^{\alpha }{\bigl (}\sin(x){\bigr )}} est en fait un cas particulier de dérivée de Grünwald-Letnikov (ru).

## Applications
Ce champ des mathématiques trouve une application pratique en automatique via la commande CRONE (Commande Robuste d'Ordre Non Entier).

### Ouvrages
- (en) A. Carpinteri et F. Mainardi, Fractals and Fractional Calculus in Continuum Mechanics, Springer, 1998, 348 p., relié (ISBN 978-3-211-82913-4, lire en ligne)
- (en) Richard Herrmann, Fractional Calculus : An Introduction for Physicists, World Scientific, 2018, 3e éd., 610 p. (DOI 10.1142/11107, lire en ligne)
- (en) F. Mainardi, Fractional Calculus and Waves in Linear Viscoelasticity : An Introduction to Mathematical Models, Imperial College Press, 2010, 368 p. (lire en ligne)
- (en) Kenneth S. Miller et Bertram Ross, An Introduction to the Fractional Calculus and Fractional Differential Equations, John Wiley & Sons, 1993, 1re éd., 384 p., relié (ISBN 978-0-471-58884-9)
- (en) Keith B. Oldham et Jerome Spanier, The Fractional Calculus; Theory and Applications of Differentiation and Integration to Arbitrary Order, New York, Academic Press, coll. « Mathematics in Science and Engineering » (no 111), 1974, relié (ISBN 978-0-12-525550-9, lire en ligne)
- (en) Igor Podlubny, Fractional Differential Equations : An Introduction to Fractional Derivatives, Fractional Differential Equations, to Methods of Their Solution and Some of Their Applications, Academic Press, coll. « Mathematics in Science and Engineering » (no 198), 1998, 340 p. (ISBN 978-0-08-053198-4, lire en ligne)
- (en) Vasily E. Tarasov, Fractional Dynamics : Applications of Fractional Calculus to Dynamics of Particles, Fields and Media, Springer, 2010, 450 p. (présentation en ligne, lire en ligne)
- (en) Vladimir V. Uchaikin, Fractional Derivatives for Physicists and Engineers, Higher Education Press/Springer, 2012, 385 p. (présentation en ligne, lire en ligne)
- (en) Bruce J. West, Mauro Bologna et Paolo Grigolini, Physics of Fractal Operators, Springer, 2003, 368 p., relié (ISBN 978-0-387-95554-4, Bibcode 2003PhT....56l..65W, lire en ligne)

### Journaux spécialisés
- Fractional Calculus and Applied Analysis (FCAA) (journal de l'Institut de mathématiques de l'Académie bulgare des sciences)
- Fractional Differential Calculus (FDC)
- Journal of Fractional Calculus and Applications (JFCA)
- Progress in Fractional Differentiation and Applications (PFDA)